# Krypta biskupia na Wawelu

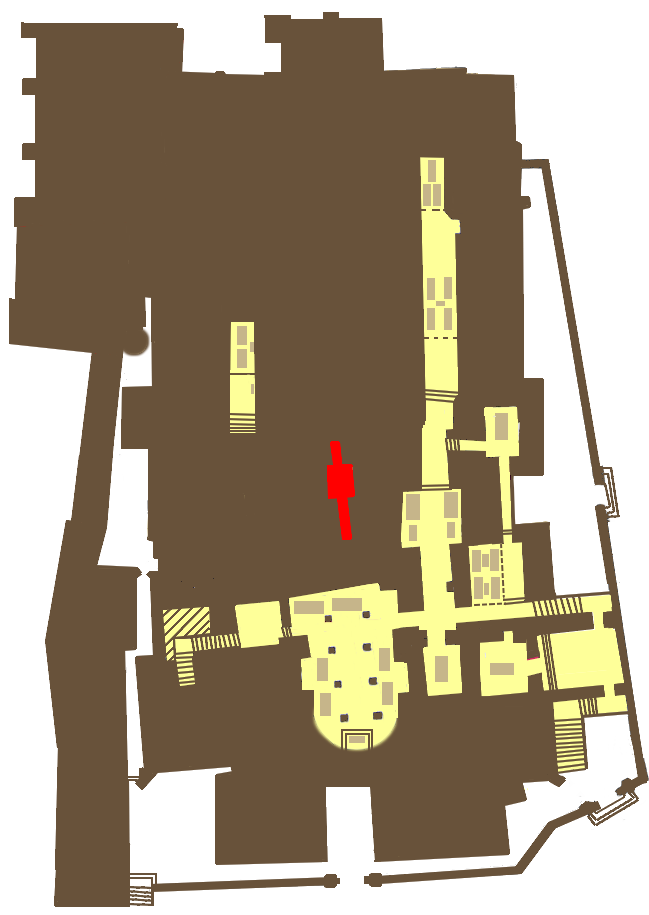
Krypta biskupia na planie podziemi katedry wawelskiej (na czerwono)

Krypta biskupia na Wawelu – krypta w podziemiach katedry wawelskiej, zlokalizowana bezpośrednio pod ołtarzem świętego Stanisława, stanowi miejsce spoczynku biskupów i arcybiskupów krakowskich.

## Historia
Krypta powstała podczas budowy baldachimowego ołtarza świętego Stanisława w latach 1626–1629, z przeznaczeniem na grób biskupa Marcina Szyszkowskiego, fundatora budowy. Oprócz biskupa, pochowanego w tym miejscu w roku 1630, spoczęli tu również członkowie jego rodziny, m.in. Piotr Szyszkowski (zm. 1645) z żoną, a samą kryptę nazywano grobem Szyszkowskich.
Rodowy charakter krypta utraciła w roku 1699, gdy pochowano w niej biskupa Jana Małachowskiego. Odtąd kryptę zaczęto określać jako grób biskupów krakowskich.
W późniejszym czasie w krypcie spoczęli kolejni, choć nie wszyscy, biskupi krakowscy:
- Kazimierz Łubieński (zm. 1719)
- Karol Skórkowski (zm. 1851, jego prochy sprowadzono na Wawel ze wsi Katarzynki pod Opawą w roku 1913)
- Albin Dunajewski (zm. 1894)
- Adam Stefan Sapieha (zm. 1951)
- Franciszek Macharski (zm. 2016)